# 安東·大衛·傑夫薩
安東·大衛·傑夫薩（英語：Anton David Jeftha，1986年—）是一名南非男演員、模特兒、主持人和配音藝術家。他因出演2021年電影《密弒遊戲2：勝者危亡》而知名。

## 早年生活
傑夫薩於1986年出生於南非開普敦，並在開普平原的貝爾哈長大。他畢業於西開普大學，取得金融、經濟和資訊系統的BCom學位，但後來沒有完成金融榮譽學位。2016年起，他居住在美國。他偶爾會去南非探望在西開普省杜班維爾的家人。他有三個姐妹。
他一直被猜測與說唱歌手波蒂·蘇羅約會，因為兩人已暗示過一段時間的戀情。

## 職業生涯
2009年，他首次出演短片《Pumzi》。2012年，他出演美國動作劇集《勇者逆襲》，在「Vengeance: Part 5」一集中飾演一名摩薩德探員。同年，他首次參與M-Net電視連續劇《Crimes Uncovered》的演出，並飾演綁架犯祖拜爾（Zubair）一角。之後，他出演《人類：我們的故事》和《Texas in a Bottle》。2014年，他在國際劇集《國土安全》和《天使聖戰》中擔任配角。在模特生涯中，他成為Cosmo最性感男士14強入圍者之一。
2020年，他加入M-Net電視劇集《Legacy》，飾演塞巴斯蒂安·「SJ」·普萊斯（Sebastian 'SJ' Price	）一角。2019年，他在kykNET肥皂劇《Suitooster》中飾演Rhiyaaz一角。除了電影和電視之外，他也曾在戲劇界露過臉，演出劇目有《Into The Woods》（2004年）、《Tannie Dora Foes Bos》（2012年）和《UCB (Impov)》（2017年）。

## 影視作品

### 電影
| 年份 | 標題                    | 角色  | 備註     |
| ---- | ----------------------- | ----- | -------- |
| 2009 | 《Pumzi》               | 警衛2 | 短篇電影 |
| 2013 | 《》                    | 豺狼  |          |
| 2018 | 《A Thing of Dreams》   | 俊男  | 短篇電影 |
| 2021 | 《密弒遊戲2：勝者危亡》 | Orrie |          |
| TBD  | 《The Contrast》        | Nate  |          |

### 電視
| 年份 | 標題                     | 角色                 | 備註 |
| ---- | ------------------------ | -------------------- | ---- |
| 2012 | 《勇者逆襲》             | 摩薩德刺客           |      |
| 2012 | 《人類：我們的故事》     | 薩莫塞特             |      |
| 2013 | 《SAF3》                 | Gabe                 |      |
| 2014 | 《國土安全》             | Sergeant Mullen      |      |
| 2014 | 《天使聖戰》             | Furiad               |      |
| 2015 | 《Bagels & Bubbels》     | Jonathan             |      |
| 2015 | 《聖徒與陌生人》         | Pecksuot             |      |
| 2015 | 《Jamillah and Aladdin》 | SimSim               |      |
| 2020 | 《Legacy》               | Sebastian 'SJ' Price |      |
| 2025 | 《ONE PIECE》            | 克羅馬利蒙           |      |

## 外部連結
- 安東·大衛·傑夫薩在互联网电影资料库（IMDb）上的資料（英文）